# Lilioceris merdigera
Lilioceris merdigera es un coleóptero de la familia Chrysomelidae.
Fue descrita científicamente por primera vez en 1758 por Linnaeus.